# William Newman (Schauspieler)
William McLeod Newman (* 15. Juni 1934 in Chicago, Illinois; † 27. Mai 2015 in Philadelphia, Pennsylvania) war ein US-amerikanischer Schauspieler.

## Leben
Newman wurde 1934 in Chicago geboren. Im Alter von drei Jahren zog er 1937 mit seiner Familie nach Seattle. Newman graduierte 1952 an der Roosevelt High School und erwarb 1956 seinen Bachelor-Abschluss an einer Universität in Seattle. Von 1958 bis 1960 studierte er mithilfe eines Stipendiums an der Columbia-Universität.  Zudem diente der Schauspieler in den 1950er und 1960er Jahren auch in der amerikanischen Armee.
William Newman war zunächst als Theaterschauspieler an verschiedenen Bühnen tätig. Nach seinem Filmdebüt in Squirm – Invasion der Bestien im Jahr 1976 trat Newman in mehr als 60 Film- und Fernsehrollen auf. Bekannt wurde er unter anderem durch seine Nebenrolle in dem Film Mrs. Doubtfire – Das stachelige Kindermädchen. Er wirkte außerdem bis zu seiner letzten Rolle im Jahr 2006 als Gastdarsteller an Fernsehserien wie Raumschiff Enterprise – Das nächste Jahrhundert, My Name Is Earl, Diagnose: Mord und King of Queens mit.
1960 heiratete William Newman Julia Tayon. Bereits wenige Jahre später ließen sie sich scheiden und Newman heiratete später Margaret Ramsey. Er hatte drei Kinder, wobei ein Sohn 1976 bei einem Sturz starb.  Newman starb 2015 im Alter von 80 Jahren an vaskulärer Demenz in Philadelphia.

## Filmografie (Auswahl)
- 1976: Squirm – Invasion der Bestien (Squirm)
- 1980: Brubaker
- 1981: Wenn der Postmann zweimal klingelt (The Postman Always Rings Twice)
- 1985: Werwolf von Tarker Mills (Silver Bullet)
- 1986: Mosquito Coast (The Mosquito Coast)
- 1988: Die Schlange im Regenbogen (The Serpent and the Rainbow)
- 1988: Funny Farm
- 1988: Der Affe im Menschen (Monkey Shines)
- 1992: Ein ganz normaler Held (Hero)
- 1993: Leprechaun – Der Killerkobold (Leprechaun)
- 1993: Fearless – Jenseits der Angst (Fearless)
- 1993: Mrs. Doubtfire – Das stachelige Kindermädchen (Mrs. Doubtfire)
- 1995: Chaos! Schwiegersohn Junior im Gerichtssaal (Jury Duty)
- 1996: Der Hexenclub (The Craft)
- 1996: Santa Claus mit Muckis (Santa with Muscles)
- 1997: Touch
- 1999: Aus Liebe zum Spiel (For Love of the Game)